# Vigor Bovolenta
Vigor Bovolenta (Porto Viro, Véneto, Italia, 30 de mayo de 1974-Macerata, Marcas, Italia, 24 de marzo de 2012) fue un jugador italiano de voleibol. Casado y padre de cuatro hijos. Fue internacional con la selección de voleibol de Italia, con la que participó en varios Juegos Olímpicos y ganó varias medallas en competiciones internacionales.
Bovolenta integró el equipo italiano que consiguió la medalla de plata en los Juegos Olímpicos de Atlanta 1996, también fue pieza importante en la victoria de los italianos en el Campeonato de Europa de 1995 en Grecia y en la medalla de plata conseguida en la Eurocopa de 2001. En su palmarés figuran también dos Ligas y dos Copas de Campeones.
Bovolenta había disputado 553 partidos de la Serie A-1 (Primera División) durante 21 años. Falleció el 24 de marzo de 2012, probablemente al sufrir un infarto durante un partido de la Serie B2 de voleibol que enfrentaba a su equipo, el Volley Forli contra el Lube Macerata.